# Meshell Ndegeocello
Michelle Lynn Johnson, nota come Meshell Ndegeocello o come Me'Shell NdegéOcello (Berlino, 29 agosto 1969), è una cantautrice, rapper e bassista statunitense.

## Biografia

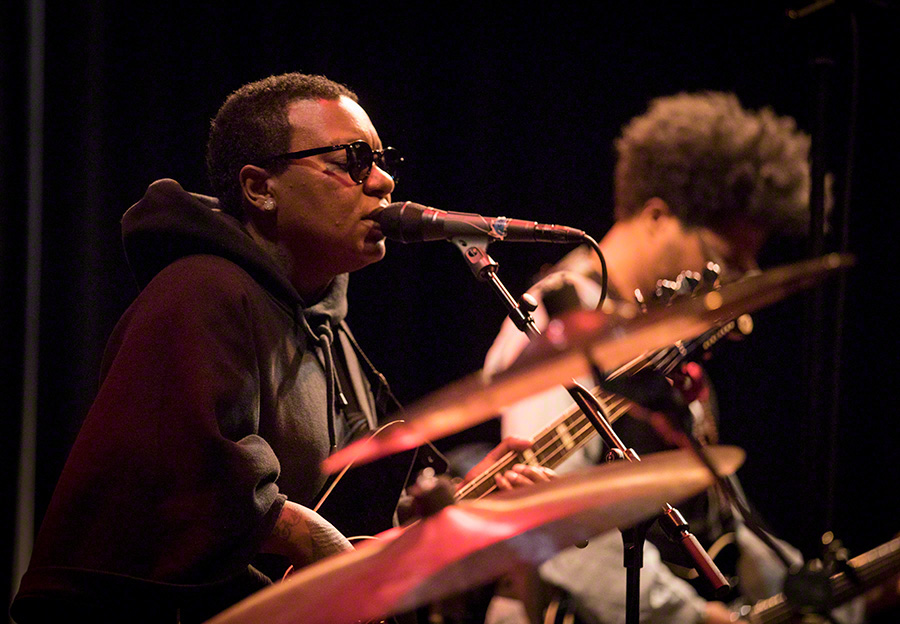
Ndegeocello (Oslo, 2016)

Nata in Germania, è figlia di un sassofonista dell'esercito che si trovava a Berlino per motivi di lavoro. Cresciuta a Washington, si trasferisce a New York per studiare e qui fa diverse audizioni per alcuni gruppi. Decide però di intraprendere la carriera solista e firma un contratto con la Maverick Records di Madonna. Nel 1993 debutta con Plantation Lullabies, che riceve tre nomination ai Grammy. Duetta con John Mellencamp nella cover di Wild Night di Van Morrison e questa collaborazione le permette di raggiungere la popolarità. Collabora anche con Chaka Khan e appare in diverse raccolte e colonne sonore. Nel 1996 pubblica il suo secondo album, Peace Beyond Passion. Nel 2005 realizza un disco jazz con diverse collaborazioni. Nel 2009 pubblica il primo lavoro pop, Devil's Halo.
Nel 2011 lavora col produttore Joe Henry per Weather. Nel 2012 omaggia Nina Simone con il disco Pour une âme souveraine: A Dedication to Nina Simone. Torna nel 2014 con Comet, Come to Me, che ospita Shara Worden, Doyle Bramhall e Jonathan Wilson. Michelle Lynn ha poi adottato Ndegeocello come nome d'arte che, secondo lei, significa "libero come un uccello" in swahili. Le prime stampe di Plantation Lullabies erano dotate di adesivi per aiutare a pronunciare il suo nome. L'ortografia è cambiata alcune volte nelle mani delle etichette discografiche durante la sua carriera; l'ortografia corretta del suo nome d'arte nel 2001 è Meshell Ndegeocello.

## Discografia
Album
- 1993: Plantation Lullabies
- 1996: Peace Beyond Passion
- 1999: Bitter
- 2002: Cookie: The Anthropological Mixtape
- 2003: Comfort Woman
- 2005: The Spirit Music Jamia: Dance of the Infidel
- 2007: The World Has Made Me the Man of My Dreams
- 2009: Devil's Halo
- 2011: Weather
- 2012: Pour une âme souveraine: A Dedication to Nina Simone
- 2014: Comet, Come to Me
- 2018: Ventriloquism
- 2023: The Omnichord Real Book
- 2024: No More Water: The Gospel Of James Baldwin

EP
- 2006: The Article 3